# Jukka Keskisalo
Jukka Pekka Sakari Keskisalo, född 27 mars 1981 i Varkaus, är en finsk friidrottare som tävlar i 3000 m hinder och 1500 m. Hans hittills främsta merit är ett EM-guld på 3000 meter hinder från år 2006 i Göteborg.

## Resultat i internationella mästerskap
| Tävling | Placering | Resultat |
| ------- | --------- | -------- |
| VM 2003 | 9.        | 8.17,72  |
| VM 2005 | 18.       | 8.25,14  |
| EM 2006 | 1.        | 8.24,89  |

## Personliga rekord[5]
| Gren           | Resultat | År   |
| 800 m          | 1.50,53  | 2000 |
| 1 500 m        | 3.42,10  | 2003 |
| 2 000 m        | 5.08,76  | 2006 |
| 3 000 m        | 8.09,0   | 2003 |
| 5 000 m        | 14.18,39 | 2002 |
| 3 000 m hinder | 8.10,67  | 2009 |